# Апикальное тельце (микология)

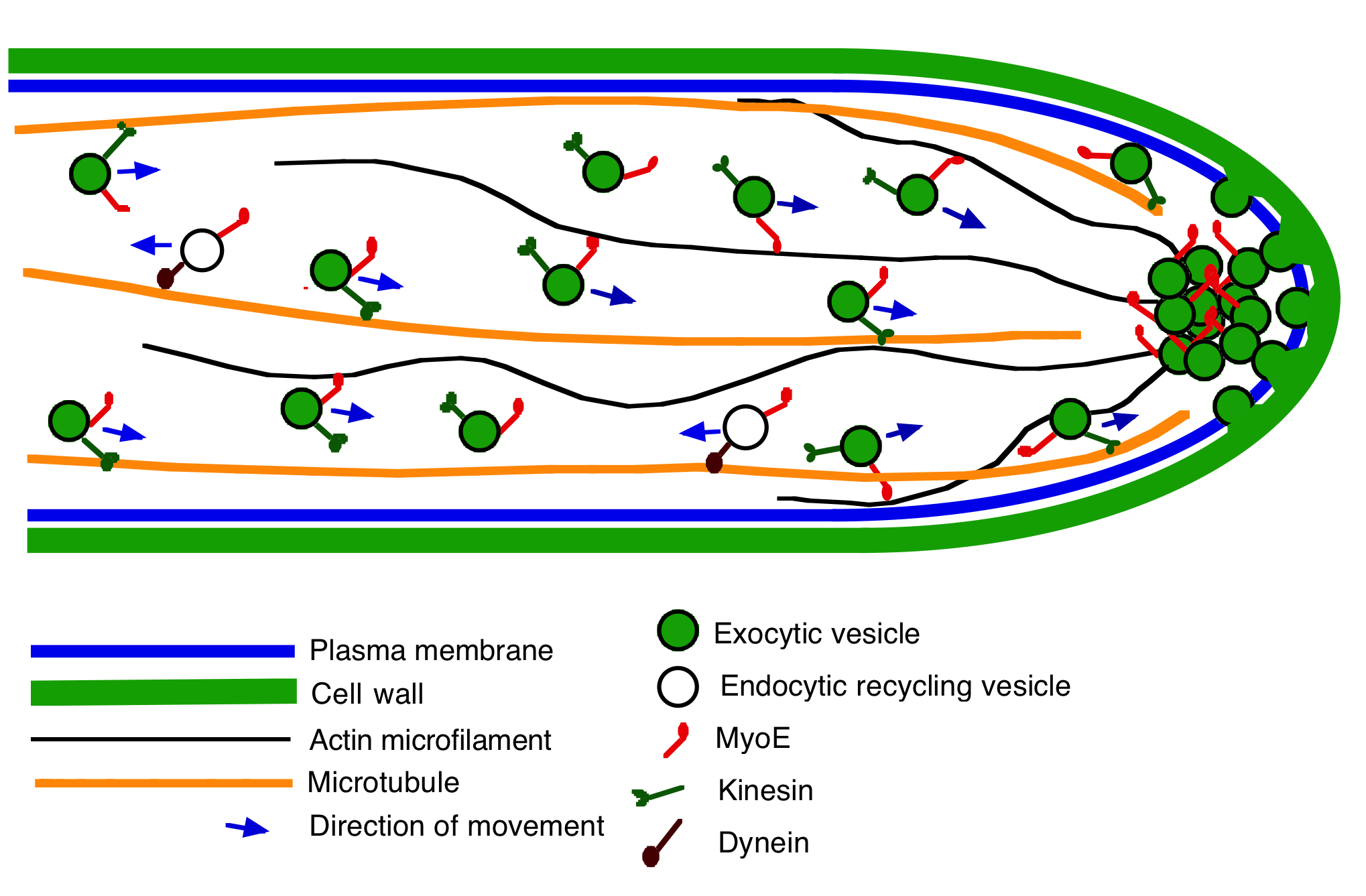
Упрощённая модель роста гифы Aspergillus nidulans

Апика́льное те́льце — особое мультивезикулярное образование на растущем кончике гифы высших грибов (Dikarya), центр её роста и морфогенеза. Это сложное, состоящее из многих белковых комплексов и везикул образование можно обнаружить на кончике растущей гифы, в местах ветвления мицелия или в прорастающей споре. В зарубежой научной литературе для обозначения этой структуры используется немецкий термин Spitzenkörper. Апикальное тельце — часть эндомембраной системы, характерная только для грибов. Основная её функция — обеспечивать поляризованный рост септированного мицелия.

## История исследования
Впервые апикальное тельце было описано у фиксированных и окрашенных железным гематоксилином клеток двух видов рода Coprinus Брунсвиком в 1924 году c помощью световой микроскопии. Он же первый предложил термин Spitzenkörper. Пионерской работой положившей начало в исследовании биологии Spitzenkörper считается работа Гирбардта 1957 года, проделанная c использованием фазово-контрастной микроскопии. Гирбардт приводит первое описание апикального тельца для живой растущей гифы высших грибов как тёмной в фазовом изображении структуры, локализованной в гифе гриба Polystictus versicolor. Его тщательное исследование растущей гифы показало следующее:
- оно присутствует в кончике растущей вегетативной гифы;
- образуется на месте прорастания споры и боковых ответвлений;
- локализовано в том месте гифы, которое коррелирует с направлением роста гифы.

Таким образом, функции апикального тельца — обеспечение апикального роста гифы и направленного синтеза клеточной стенки. Далее были проведены детальные исследования ультраструктуры апикального тельца у разных групп грибов в 60—70-е годы XX века Гроувом и Брейкером, которые показали, что это — мультикомпонентный комплекс, в котором преобладают везикулы.

## Строение
Апикальное тельце — очень динамичная клеточная структура с разным составом и формой, не ограниченное мембраной и приуроченное к месту поляризованного роста и растяжения клетки. На определённых стадиях жизни клеток апикальное тельце может исчезать, а затем появляться вновь, например, во время ветвлении мицелия. Изменение положения апикального тельца влияет на направление роста гифы. Это удалось доказать экспериментально: Spitzenkörper перемещался при помощи лазерного пинцета, в результате чего направление роста гифы менялось.
Вся цитоплазма кончика гифы практически полностью заполнена секреторными везикулами. У высших грибов (аскомицетов и базидиомицетов) эти везикулы организованы в плотную сферическую структуру, которую и называют апикальным тельцем. Его можно легко увидеть даже в световой микроскоп. Везикулы располагаются вокруг сетчатого центра, состоящего из переплетённых микрофиламентов и микротрубочек. Нередко в этом месте обнаруживается большое количество полирибосом, что, несомненно, говорит о высоком уровне синтеза белков в кончике гифы. К апикальному тельцу тянется множество микротрубочек, иногда они проходят его насквозь. Любопытно, что микротрубочки апикального тельца никак не связаны с митотическими, поскольку было замечено, что апикальное тельце не изменяется в процессе митоза, а именно при сборке или разборке веретена деления. Существенную роль в функционировании всего комплекса играют кинезины и динеины, которые осуществляют ретроградный (от кончика гифы к септе) и антероградный транспорт. Потеря функции кинезина ведёт к изменению морфогенеза гифы и повреждению апикального тельца. У аскомицетов в кончике гифы, рядом с апикальным тельцем, может располагаться тельце Воронина.
Поляризованный рост септированного мицелия — сложный, высокоорганизованный процесс, в котором участвует актиновый цитоскелет и ряд мультибелковых комплексов, таких как полярисома. Полярисома — это многобелковый комплекс, который направляет рост актиновых микрофиламентов к месту поляризации. Сам комплекс при этом располагается как бы на самом кончике пучка растущих актиновых нитей. Ещё один важный компонент, участвующий в этом процессе — это белковый комплекс экзоциста, обеспечивающий направленное включение везикул в мембрану. Также необходимо наличие факторов полярности (белковых комплексов Cdc42 и Arp2/3).
Следует отметить, что апикальное тельце присуще только высшим грибам, в гифах низших грибов (оомицетов и зигомицетов) эта органелла не образуется, а везикулы просто располагаются полухаотичным образом или в форме серповидного уплотнения прямо под плазматической мембраной. Поляризованный рост наблюдается на некоторых стадиях жизненного цикла дрожжей, но он не связан с апикальным тельцем, также как и образование псевдомицелия.

## Аналогичные структуры у других эукариот
У полярно растущих растительных клеток также есть Spitzenkörper, однако его структура отличается от таковой у грибов. Например, апикальное тельце ризоидов водоросли Chara carolina состоят из агрегатов эндоплазматического ретикулума, везикул, центрального пучка актина с расходящимися из него актиновыми филаментами, фактора диполимеризации актина и спектрин-подобных белков.
Несмотря на то что апикальное тельце является ключевым компонентом роста кончика гифы септированных грибов, поляризованный рост может осуществляться и без его участия. Примером могут служить растущие гифы оомицетов, а также рост пыльцевой трубки растений. Все перечисленные выше структуры обладают одной общей чертой: они обладают апикальным градиентом Ca2+. Ионы кальция, как известно, регулируют сборку цитоскелета и активируют процесс экзоцитоза, способствуя слиянию везикул с мембраной.

### Пояснения
1. ↑  Brunswik (1924)
2. ↑  Girbardt (1957)